# Калат (Афганистан)
Кала́т (пушту قلات‎, дари قلات Qalāt) — город в Афганистане, центр провинции Забуль.
Расположен на юге страны, на уровне 1550 метров.
По состоянию на 2006 год население города составляло 9900 человек.
Город связан дорогами с Кандагаром на западе и с Газни на востоке.